# Жуков, Иван Фёдорович
Ива́н Фёдорович Жу́ков (1917, Старое Томышево, Сызранский уезд — 8 февраля 1944, Ровно) — участник Великой Отечественной войны, Герой Советского Союза.

## Биография
Иван Фёдорович Жуков родился в 1917 году в селе Старое Томышево в русской крестьянской семье. Член ВКП(б).
С 1943 года на фронтах Великой Отечественной войны (Западный, Воронежский). За период боевых действий с 5 по 20 июля 1943 года в районе села Черкасское (ныне Белгородской области) уничтожил 8 танков, 4 автомашины с грузом и пехотой, около 60 солдат и офицеров противника. Участвуя в прорыве обороны противника при освобождении Сумской области, огнём своего орудия уничтожил два вражеских пулемёта, обеспечил продвижение пехоты. Возле села Видновка Сумской области в одном из боёв лично уничтожил 1 танк, до 25 вражеских автоматчиков.
Указом Президиума Верховного Совета СССР от 21 сентября 1943 года за мужество и героизм, проявленные в борьбе против немецко-фашистских захватчиков, командиру орудия 868-го истребительно-противотанкового артиллерийского полка старшему сержанту И. Ф. Жукову присвоено звание Героя Советского Союза.
В бою под Ровно был смертельно ранен. Скончался от ран в одном из ровенских госпиталей 8 февраля 1944 года. Похоронен в г. Ровно.

## Награды

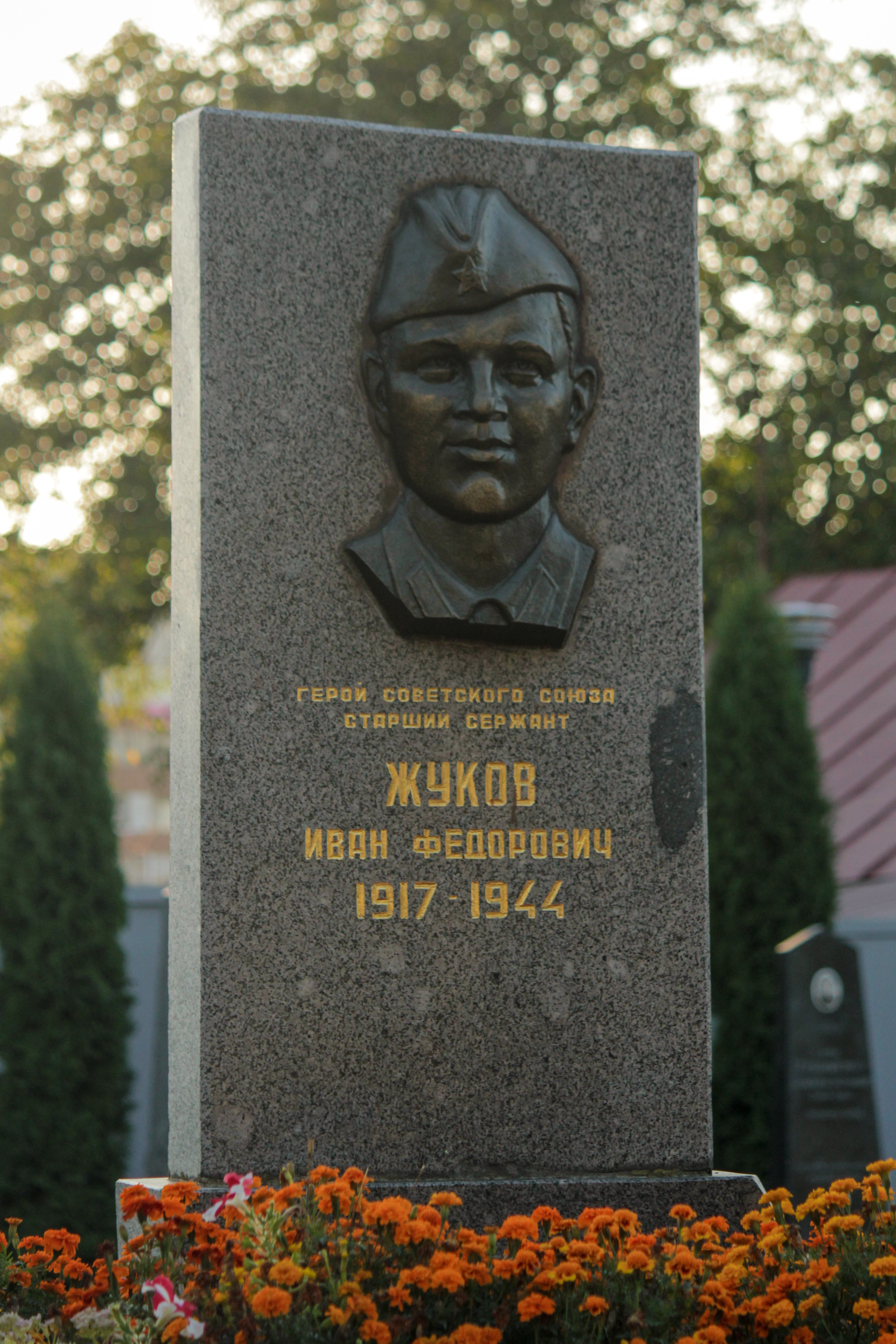
Надгробный памятник на могиле И. Ф. Жукова в Ровно, Украина.

- медаль «Золотая Звезда» Героя Советского Союза;
- орден Ленина;
- орден Отечественной войны 1-й степени;
- медаль «За отвагу».

## Память
- Герою установлены обелиск в селе Новое Томышево Новоспасского района Ульяновской области,
- Надгробный памятник на мемориальном кладбище советских воинов и партизан в городе Ровно.
- Его имя упомянуто на стеле Героев Советского Союза, стоящей на Соборной улице в центре Ровно.
- Имя Ивана Фёдоровича Жукова есть на Торжественной стене обелиска «30 лет Победы» Ульяновск.

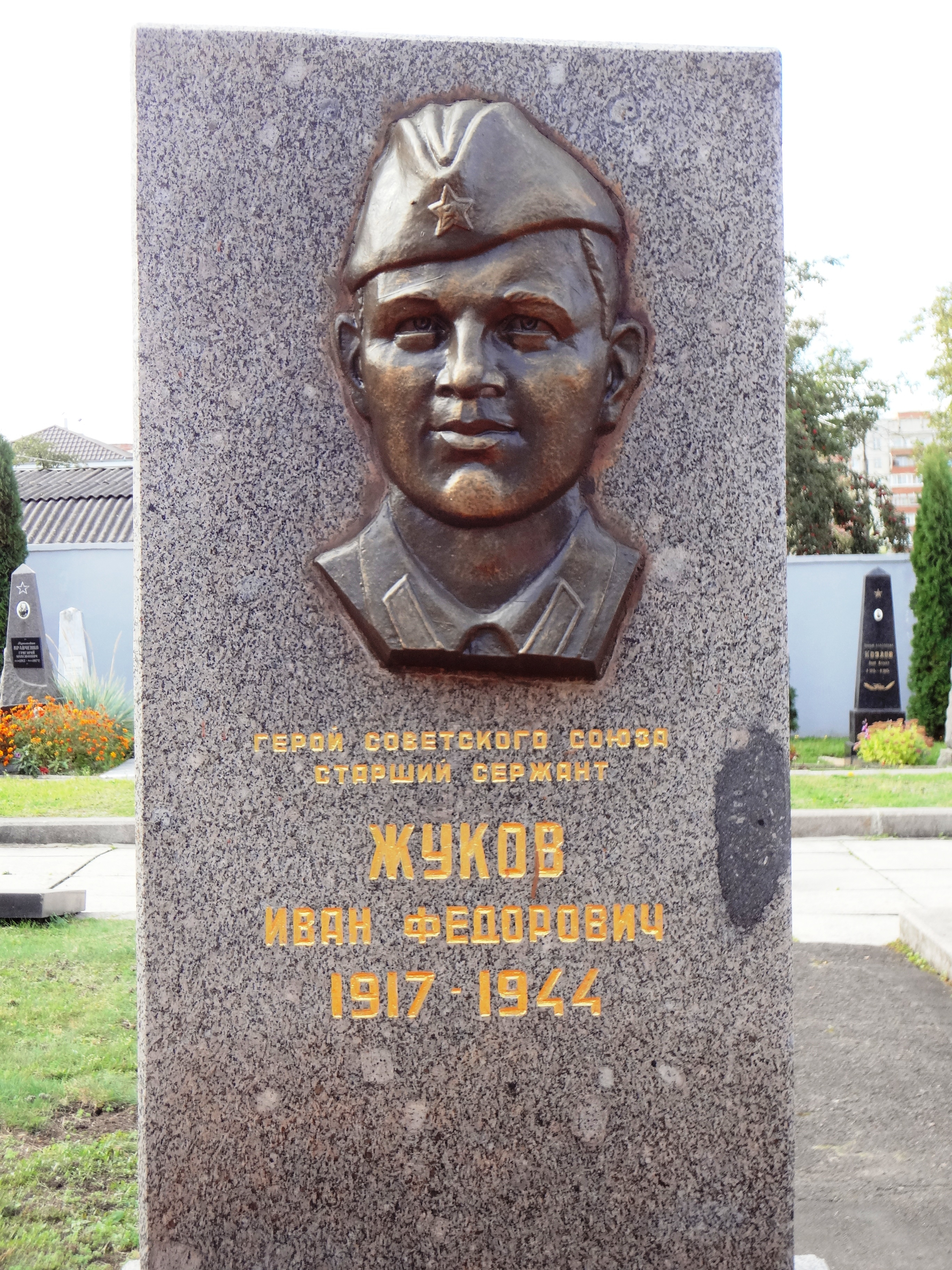
Надгробный памятник на могиле И. Ф. Жукова в Ровно, Украина.
Торжественная стена (Ульяновск).